# Richard Flanagan
Richard Miller Flanagan (1961) és un escriptor i cineasta d'origen tasmanià. Segons The Economist, és considerat un dels millors autors australians de la seva generació. Les seves novel·les, que han estat publicades en 26 països, han rebut lloances, nombrosos premis i honors. Flanagan també ha escrit i dirigit llargmetratges. Va guanyar el Premi Booker de 2014. En català, Raig Verd ha publicat Mort d'un guia de riu, L'estret camí cap al nord profund i Desig, en traducció de Josefina Caball.

## Biografia
Flanagan va néixer a Longford l'any 1961 i va ser el cinquè de sis fills. És descendent de convictes irlandesos transportats a la Terra de Van Diemen (nom originari de la colònia britànica de Tasmània) durant la Gran Fam. Va créixer en un aïllat poble miner de la costa oest de l'illa, Rosebery.
L'escriptor va abandonar l'escola als setze anys per treballar de ranxer. No obstant, més endavant, va reprendre els estudis a la Universitat de Tasmània, on fou president del sindicat universitari. Es va llicenciar amb honors el 1982 i, l'any següent, va obtenir una Beca Rhodes al Worcester College, Oxford, on va cursar un màster d'història. Més tard, va tornar a treballar de ranxer i de guia de riu.
El pare de Richard Flanagan, Arch Flanagan, fou un dels soldats australians que els japonesos van capturar a Java durant la Segona Guerra Mundial. Va ser forçat a participar en els treballs de construcció del “Ferrocarril de la Mort” entre Tailàndia i Birmània. Aquesta història inspira una de les seves novel·les, L'estret camí al nord profund. El pare de Flanagan va sobreviure a l'horror però va morir als 98 anys, el dia en què l'escriptor acabava la novel·la després de 12 anys de feina.
Avui l'escriptor viu a Hobart, Tasmània, amb la seva dona Majda i les seves tres filles. És ambaixador de la Fundació d'Alfabetització Indígena i un dels directors de l'associació de protecció dels animals Voiceless.

## Obres

### No-ficció
Abans de dedicar-se a la ficció, Flanagan va escriure quatre obres d'assaig històric: A Terrible Beauty: History of the Gordon River Country (1985), The Rest of the World Is Watching: Tasmania and the Greens (1990), Codename Iago: The Story of John Friedrich (1991), Parish-Fed Bastards. A History of the Politics of the Unemployed in Britain, 1884-1939 (1991). L'any 2011 es va publicar And What Do You Do, Mr Gable?, una col·lecció dels seus escrits de no-ficció.

### Mort d'un guia de riu(1994)
Mort d'un guia de riu (Death of a River Guide, 1994) va ser la seva primera novel·la. Flanagan ens relata els últims moments de vida de l'Aljaz Cosini, un guia del riu Franklin que s'ofega sota les aigües i reviu la seva vida, la dels seus avantpassats i la del seu país a través d'una sèrie d'al·lucinacions. La novel·la va guanyar premis australians importants, com el National Fiction Award l'any 1996. D'aquesta obra Jordi Puntí en diu a El Periódico: “Aquesta mena de prosa, no cal dir-ho, és escassa i és un privilegi per això quan te la trobes val la pena celebrar-ho.” En català la va publicar Raig Verd Editorial el 2015.

### The Sound of One Hand Clapping(1997)
La seva segona novel·la, The Sound of One Hand Clapping (1997), està situada a les terres altes de Tasmània i parla dels immigrants eslovens. Va rebre elogis de la crítica semblants als de la seva primera novel·la i se'n van vendre unes 150.000 còpies a Austràlia, un nombre de vendes sense precedents per a una obra literària. Va guanyar el premi Llibreter del Llibre de l'Any i el premi Vance Palmer de ficció.
Gould's Book of Fish: A Novel in Twelve Fish (2001), la tercera novel·la de l'escriptor', està ambientada a la colònia penal de Macquarie Harbour i està basada en la vida de Billy Gould, un artista convicte que manté una aventura amorosa amb una jove dona negra el 1828. Va guanyar el premi al millor llibre de la regió del sud-est asiàtic i del pacífic sud, concedit per la fundació de la Commonwealth.

### The UnknownTerrorist(2007)
El seu quart llibre de ficció és The Unknown Terrorist (2007). Aquí l'escriptor ens explica la història de la Nina (the Doll), una ballarina que, després d'una aventura d'una nit amb el Tariq, veu com la policia la persegueix i com, de sobte, apareix a la televisió com a part d'un equip terrorista decidit a posar una bomba a Sydney. La novel·la s'inspira en The Lost Honour of Katharina Blum, que Heinrich Böll va escriure en resposta a l'amenaça terrorista a Alemanya durant les dècades dels 60 i 70. Basant-se doncs en aquesta idea, Flanagan converteix la seva novel·la en una meditació brillant sobre el món post 11-S.

### Desig(2008)
Desig (Wanting, 2008), la cinquena novel·la, ens relata dues històries paral·leles: la del novel·lista Charles Dickens a Anglaterra i la de Mathinna, una aborigen orfe que John Franklin, tinent-governador de la Terra de Van Diemen, i la seva dona adopten. A més de rebre el premi del Llibre de l'Any de la revista The New Yorker i el premi del Llibre de l'Any del diari The Observer, va guanyar el premi Queensland Premier, el premi Western Australian Premier i el premi Tasmania Book. Raig Verd Editorial la va publicar l'any 2017.

### L'estretcamí al nord profund(2013)
L'estret camí al nord profund (The Narrow Road to the Deep North, 2013) és la sisena obra de Flanagan. Amb ella, l'autor commemora l'experiència del seu pare en un camp de presoners de guerra japonès. El Dorrigo Evans, un cirurgià australià, està tancat en un camp de presoners japonès. Tot i la seva precària situació, viu turmentat per una aventura amorosa que va tenir amb la dona del seu oncle dos anys abans. La vida del Dorrigo és una lluita diària per salvar els seus homes de la fam, el còlera i les pallisses despietades fins que, un any després de no rebre cap notícia de la seva família, rep una carta que el canviarà per sempre. El títol és la traducció de “Oku no Hosomichi”, una epopeia japonesa del poeta Matsuo Basho que relata un viatge a peu, solitari i perillós pel Japó del període Edo. Gràcies a aquesta sisena novel·la, Flanagan va rebre el premi Booker de 2014, el més important en llengua anglesa. Raig Verd Editorial la va publicar l'any 2016.

## Premi Booker
Richard Flannagan va ser guardonat amb el Premi Booker 2014 el 14 d'octubre del mateix any per la seva obra L'estret camí al nord profund. Flanagan es va emportar un premi dotat amb 64.000 euros. A. C. Grayling, un dels membres del jurat, la va descriure com “una història d'amor excepcional, així com una història que parla de patiment humà i companyonia”.

## Periodisme
Richard Flanagan ha escrit sobre literatura, medi ambient, art i política per a la premsa australiana i internacional, incloent-hi Le Monde, The Daily Telegraph, Süddeutsche Zeitung, The New York Times i The New Yorker. Alguns dels seus escrits han suscitat controvèrsia.

## Filmografia
Va dirigir la versió cinematogràfica de la seva novel·la The sound of one hand clapping (1998), que es va estrenar aquell mateix any durant el Festival Internacional de Cinema de Berlín i que va rebre la nominació a l'Os d'Or. També va participar en la redacció del guió d'Austràlia de Baz Luhrmann.